# Epitausa flacida
Epitausa flacida là một loài bướm đêm trong họ Erebidae.